# Giuse Trương Ngân Lâm
Giuse Trương Ngân Lâm (tiếng Trung: 張銀林, Joseph Zhang Yin-lin; sinh 1971) là một giám mục người Trung Quốc của Giáo hội Công giáo Rôma. Ông hiện là đương kim Giám mục Chánh tòa Giáo phận Vệ Huy (còn có tên là Giáo phận Cấp Huyện). Đối với chính truyền Trung Quốc, ông giữ chức Giám mục Giáo phận An Dương.

## Tiểu sử
Giám mục Giuse Trương Ngân Lâm sinh ngày 27 tháng 3 năm 1971, người Lâm Châu, tỉnh Hà Nam (Trung Quốc). Sau khi tốt nghiệp Học viện Thần học Trung Quốc, ngày 17 tháng 8 năm 1996, Phó tế Trương Ngân Lâm được phong chức linh mục. 
Từ năm 2011, ông đảm nhiệm chức vụ Phó chủ nhiệm Ủy ban Giáo vụ Công giáo tỉnh Hà Nam, Đến năm 2013, ông đợc bầu là Ủy viên Hội nghị Hiệp thương Chính trị Nhân dân tỉnh Hà Nam. Cũng trong năm này, ông được giám mục Tôma Trương Hoài Tín chọn làm phụ tá.
Tháng 4 năm 2015, Linh mục Giuse Trương Ngân Lâm được Hội Công giáo Yêu nước Trung Quốc đề cử làm Giám mục phó Giáo phận An Dương, một giáo phận được chính quyền Trung Quốc thiết lập, có địa phận gần tương ứng với giáo phận Vệ Huy. Tòa Thánh sau đó cũng công bố quyết định bổ nhiệm linh mục Trương Ngân Lâm làm Giám mục Phó Giáo phận Vệ Huy. Lễ tấn phong giám mục do chính Giám mục Vệ Huy Tôma Trương Hoài Tín làm chủ lễ, được tổ chức ngày 4 tháng 8 năm 2015. Tân giám mục chọn khẩu hiệu Duc in altum (Hãy ra khơi). 
Ngày 8 tháng 5 năm 2016, giám mục Chánh tòa Tôma Trương Hoài Tín qua đời ở tuổi 90, ông chính thức kế nhiệm chức vị này từ đây.